# Sanmon

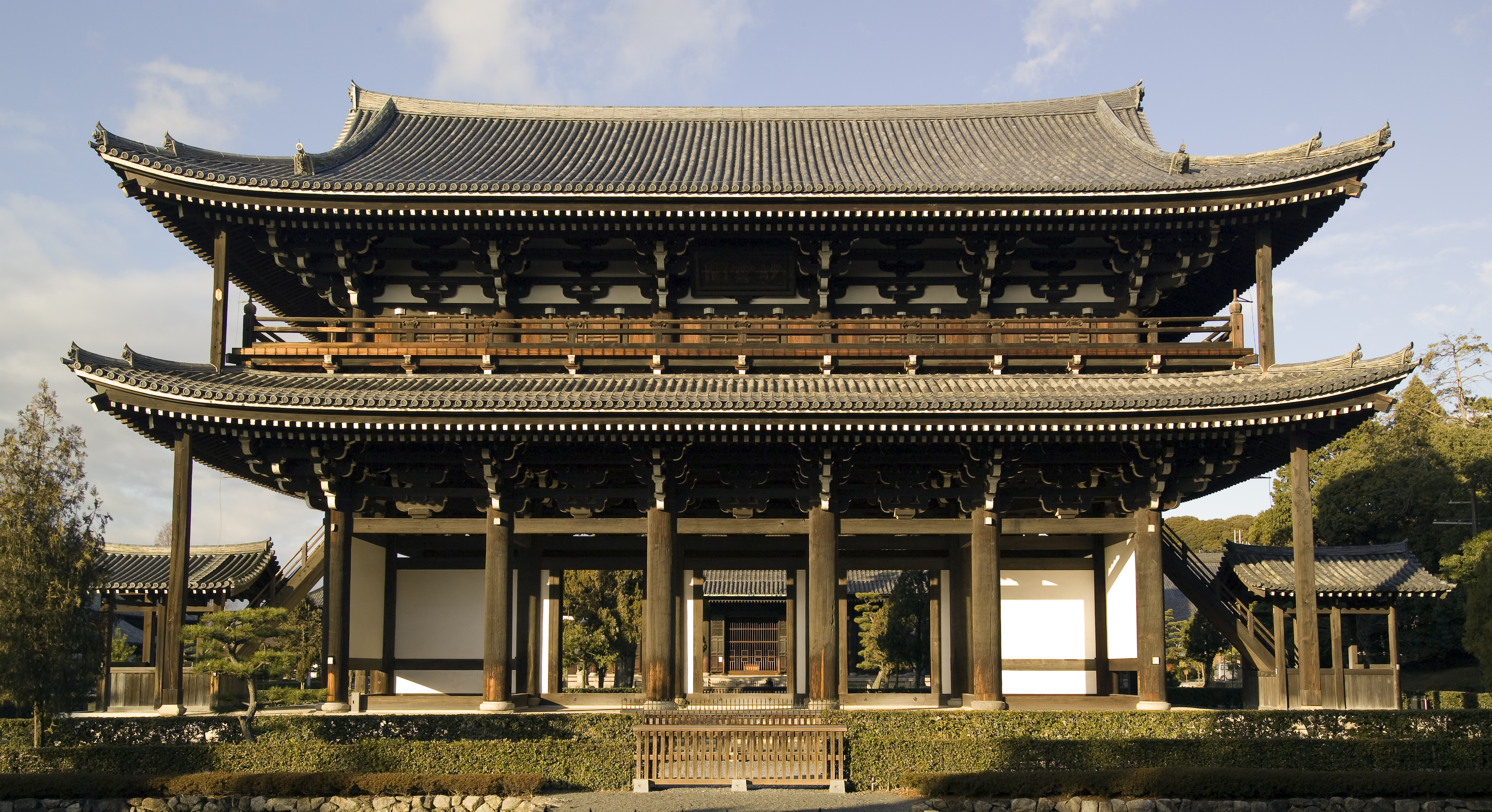
Sanmon du Tōfuku-ji, (Trésor national du Japon).

Le sanmon (三門 or 山門), du chinois shanmen chinois simplifié : 山门 ; chinois traditionnel : 山門 ; pinyin : shānmén ; litt. « porte de la montagne » ou 三门 / 三門, sānmén, « trois portes », aussi appelé sangedatsumon (三解脱門, « porte des trois libérations ») est la plus importante porte d'un temple bouddhique chan et de ses variantes :  son coréen, thiền vietnamien et zen japonais ; il fait partie du shichidō garan, le groupe de bâtiments qui forme le cœur d'un temple bouddhiste zen. Il se trouve cependant souvent dans les temples d'autres écoles bouddhiques. La plupart des sanmon sont des nijūmon (un type de porte à un étage) de deux à trois baies, mais le nom par lui-même n'implique pas une architecture spécifique.

## Position, fonction et structure

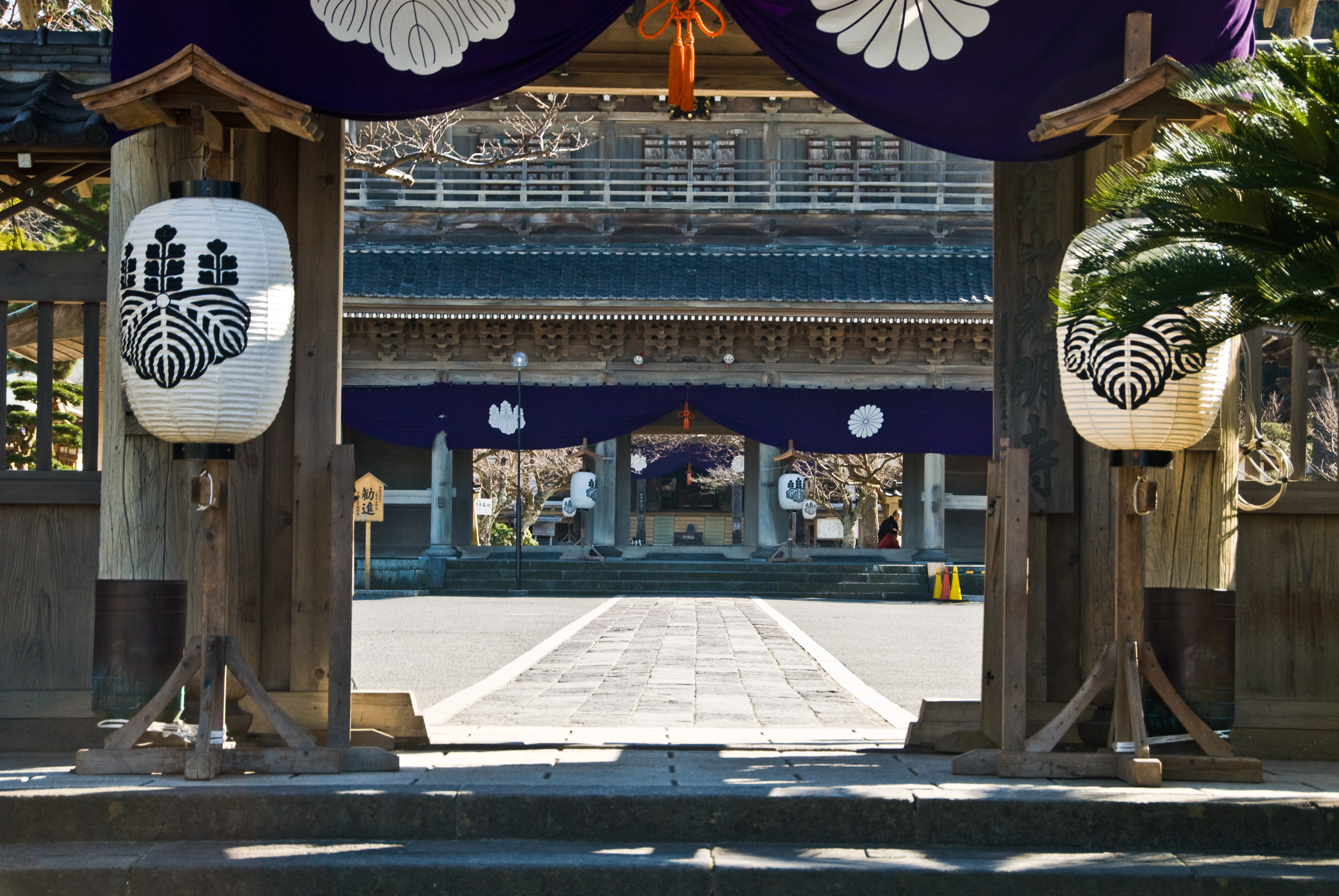
Un sanmon vu à travers son sōmon (porte extérieure).

Nonobstant son importance, le sanmon n'est pas la première porte du temple, et en fait se tient habituellement entre le sōmon (porte extérieure) et son butsuden (« hall de Bouddha »), c'est-à-dire le hall principal.
Il était autrefois relié à une structure en forme de portique appelée kairō (廻廊), qui a cependant peu à peu disparu au cours de l'époque de Muromachi, remplacée par un sanrō (山廊), petit bâtiment présent des deux côtés de la porte et contenant un escalier menant au second étage de la porte. Les deux sanrō se distinguent clairement sur la photo de Tōfuku-ji ci-dessous.
La taille d'un sanmon est un indicateur du statut d'un temple zen. Structurellement, le sanmon d'un temple de premier rang tel que Nanzen-ji à Kyoto comporte deux étages, fait 5 × 2 baies, et possède trois portes d'entrée (voir photo ci-dessous).
Ces trois portes sont appelées kūmon (空門, « porte de la vacuité »), musōmon (無相門, « porte de l'informe ») et muganmon (無願門, « porte de l'inaction ») et symbolisent les trois portes de l'illumination, ou satori,. En entrant, les pèlerins peuvent se libérer symboliquement des trois passions que sont la ton (貪, « cupidité »), la shin (瞋, « haine ») et la chi (癡, « bêtise »). Le fait que la porte a une entrée mais pas de battants et ne peut donc être fermée, souligne sa fonction purement symbolique comme limite entre le sacré et le profane.
Un temple du second rang aura une unique porte d'accès à deux niveaux et fera 3 × 2 baies (voir photos ci-dessous). Le second étage d'un temple de premier ou de second rang contient généralement des statues de Shakyamuni ou de la déesse Kannon et des seize Rakan et accueille des cérémonies religieuses périodiques,. Les baies latérales des sanmon des deux premiers rangs peuvent aussi abriter des statues des niō, gardiens chargés de repousser les esprits.
Un temple troisième rang aura une unique porte d’accès à un étage sur 1 × 2 baies.

### Les trois rangs d'unsanmon

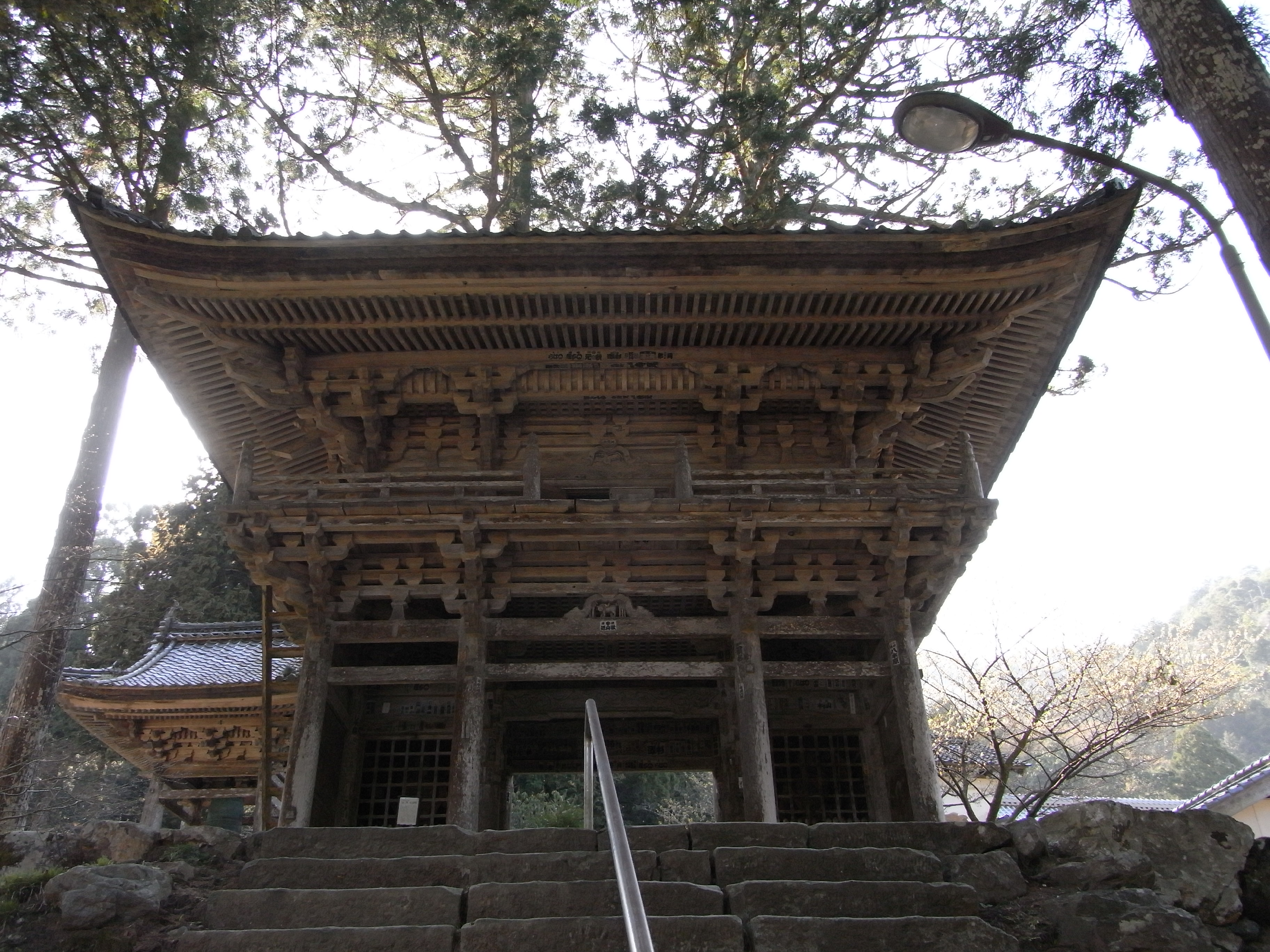
Sanmon à trois baies de rang moyen à Myōtsū-ji, préfecture de Fukui.
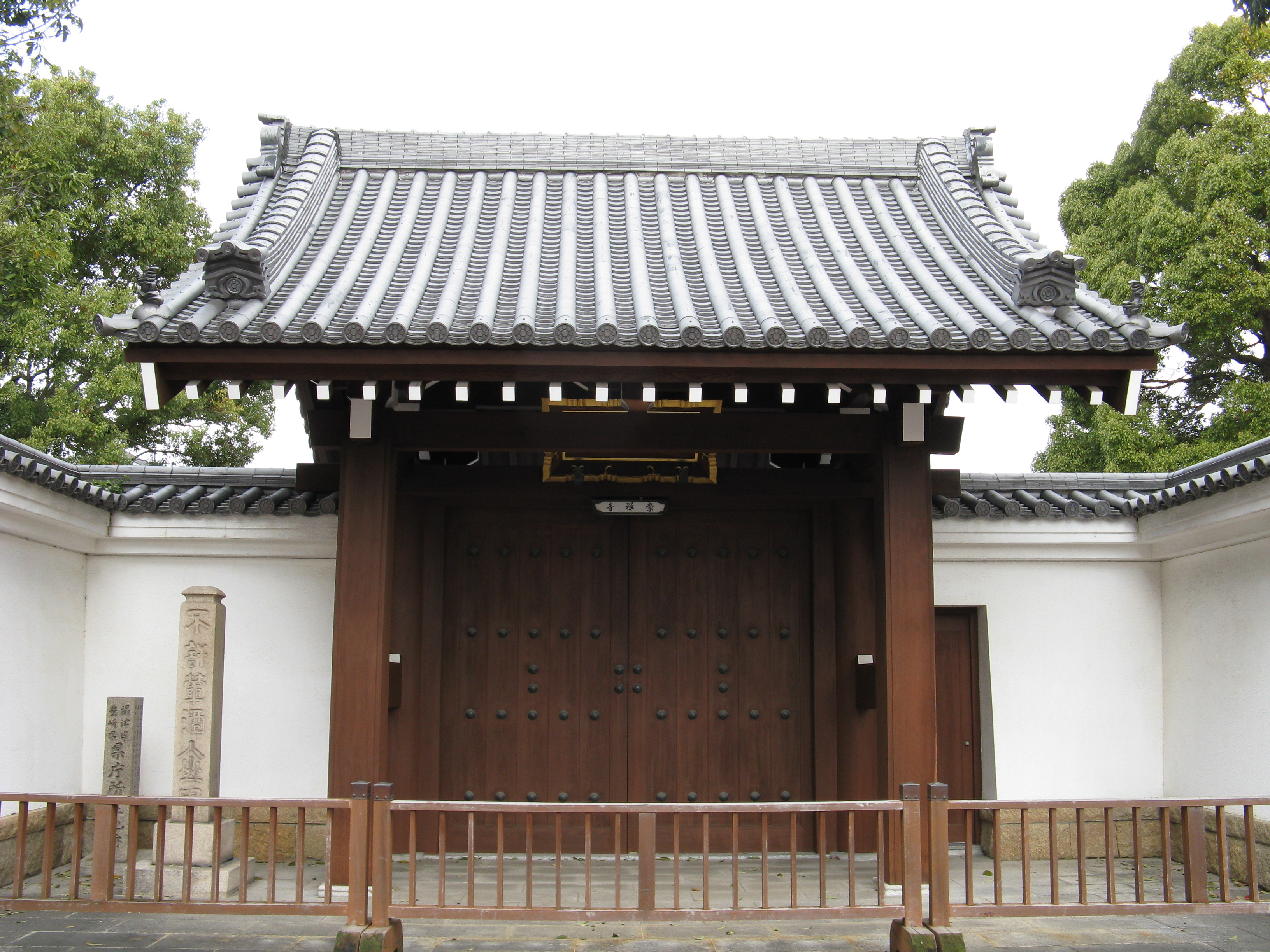
Sanmon de rang inférieur à Sozen-ji à Osaka.

### Étage d'unsanmon
Images de l'étage du sanmon de Kōmyō-ji à Kamakura, préfecture de Kanagawa. Il s'agit d'un sanmon de haut rang de la secte Jōdo, le plus grand de la région de Kantō.

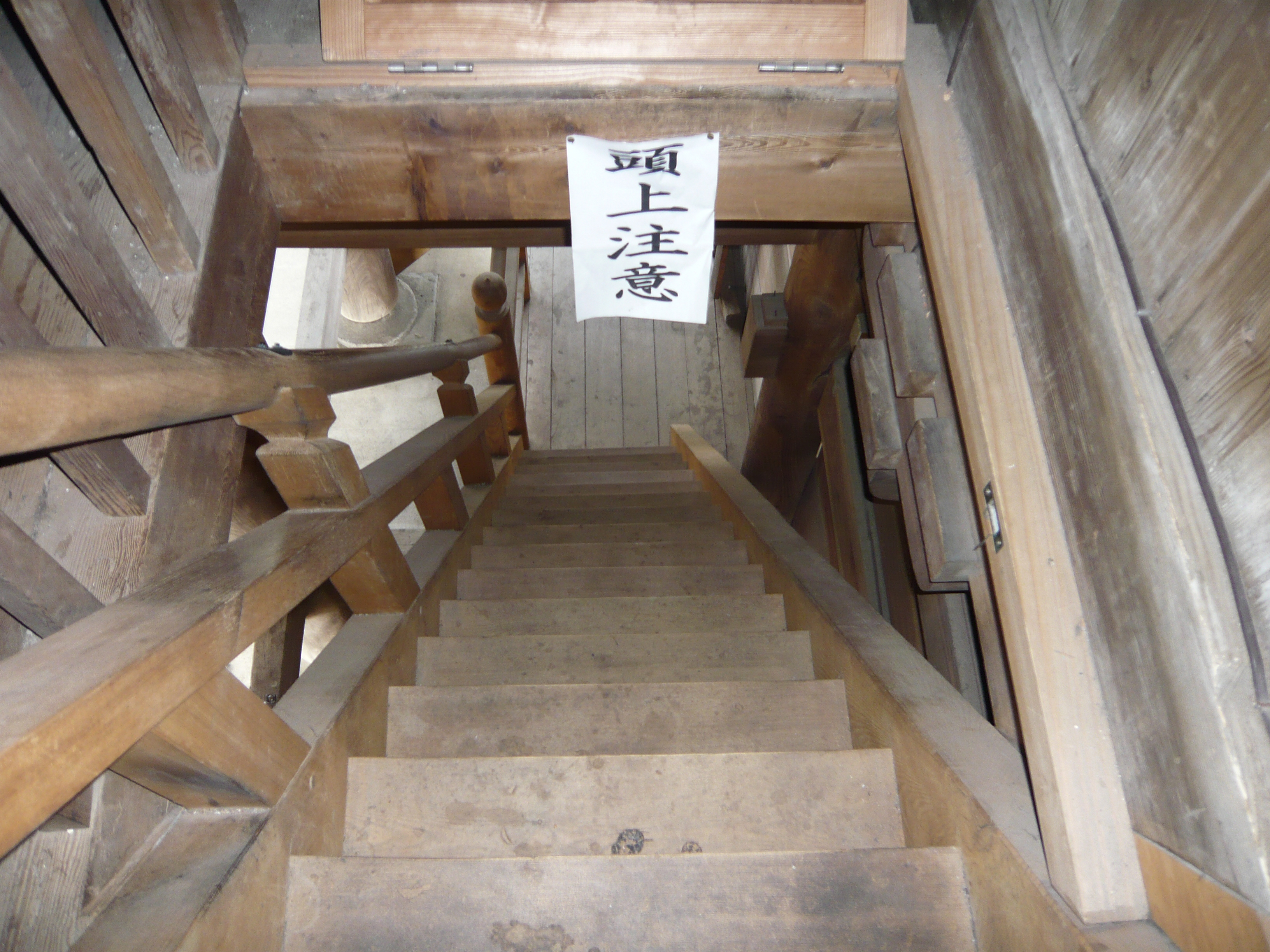
L'escalier vers l'étage.
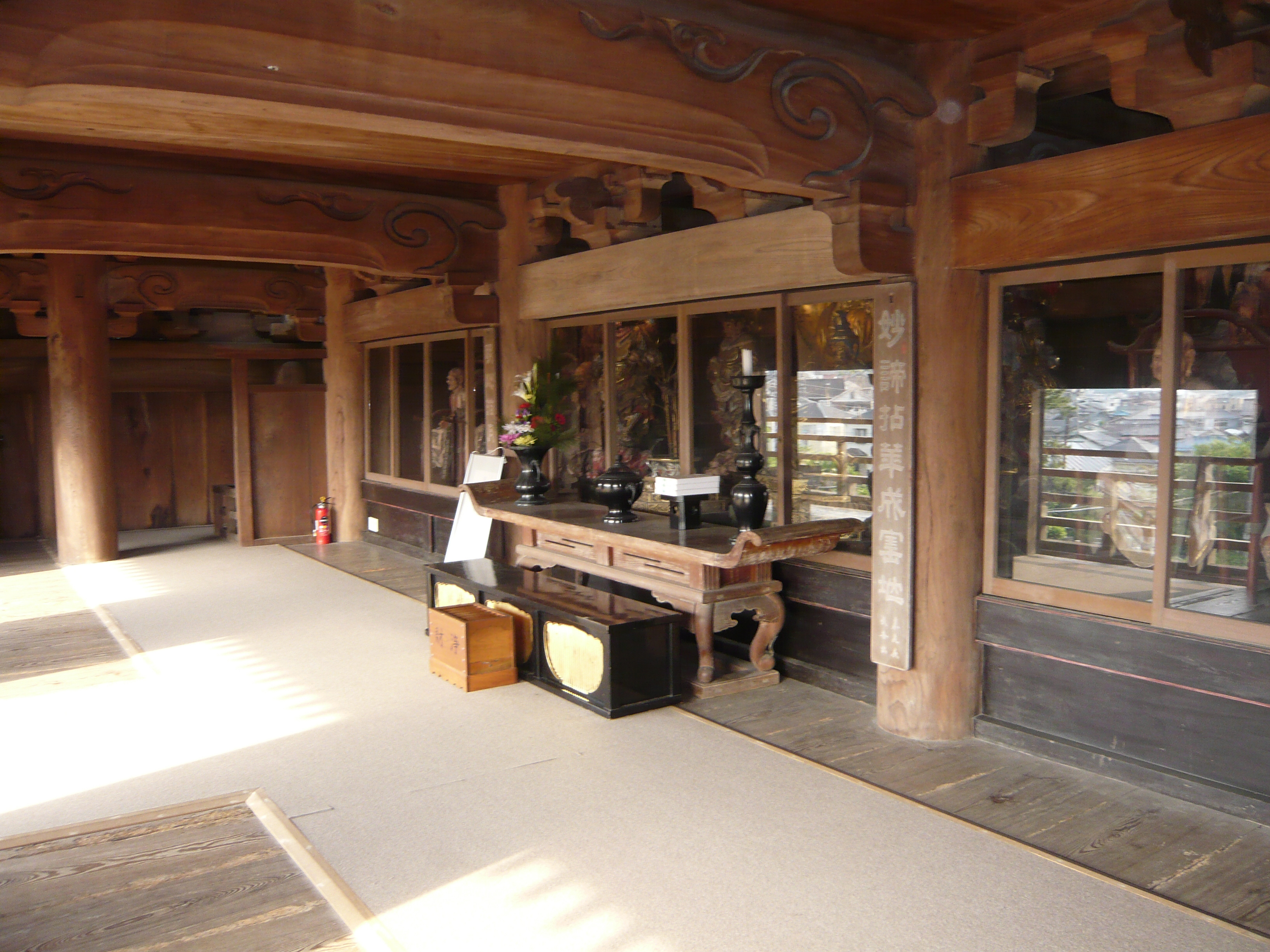
L'étage.
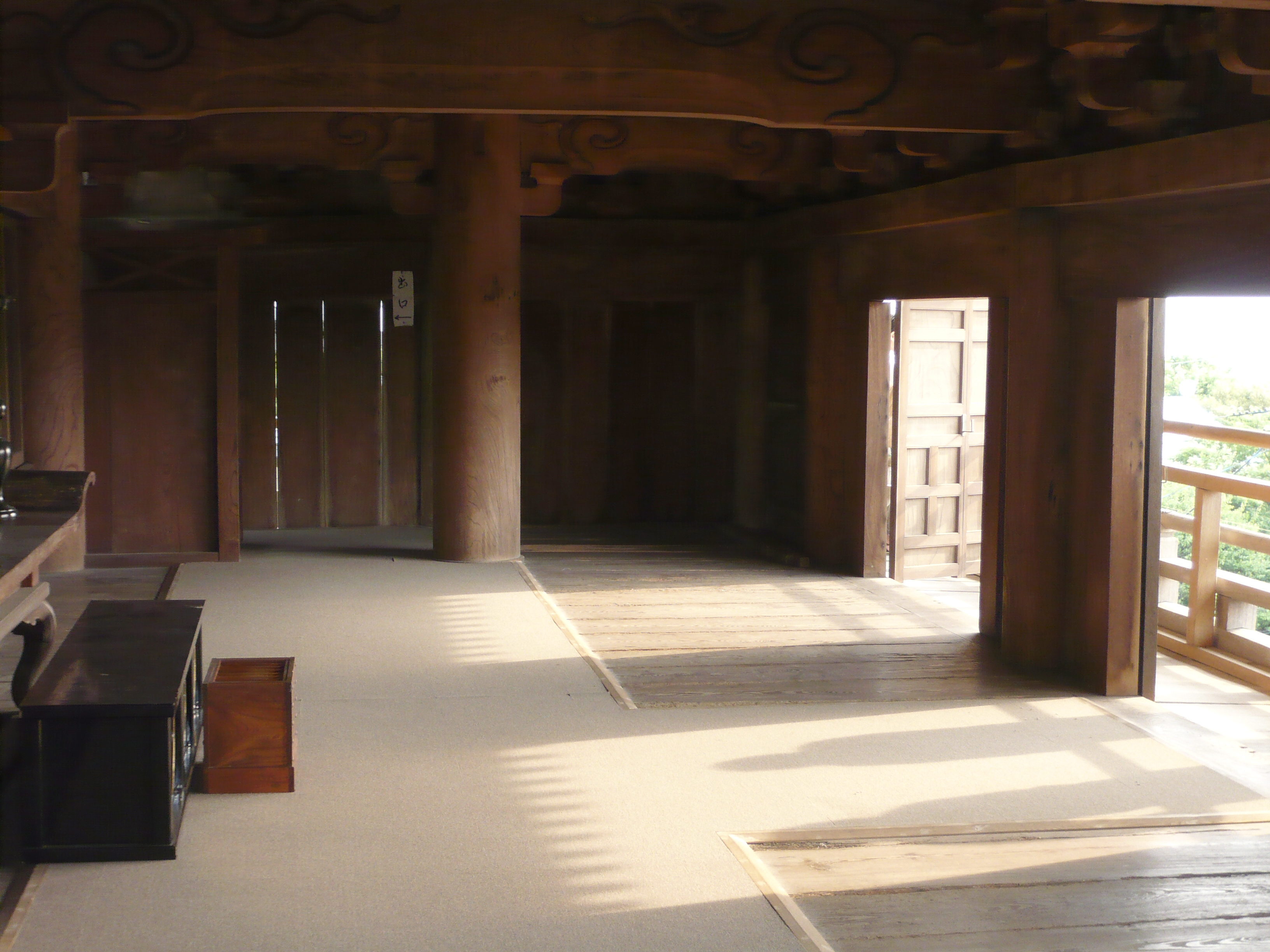
Étage, ouverture vers le balcon.
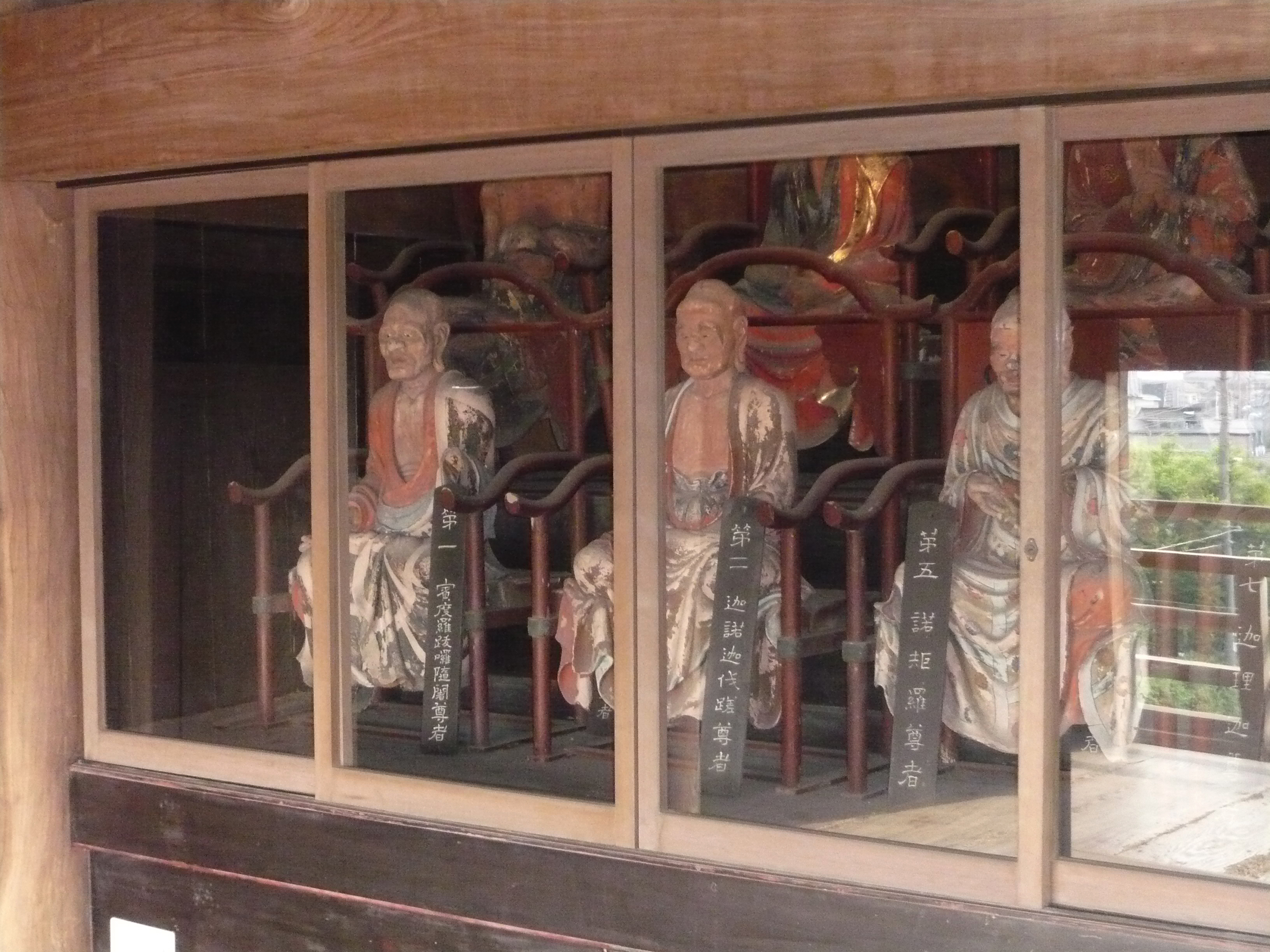
Figures sacrées dans la pièce principale.

## Principauxsanmon
Exemple 1

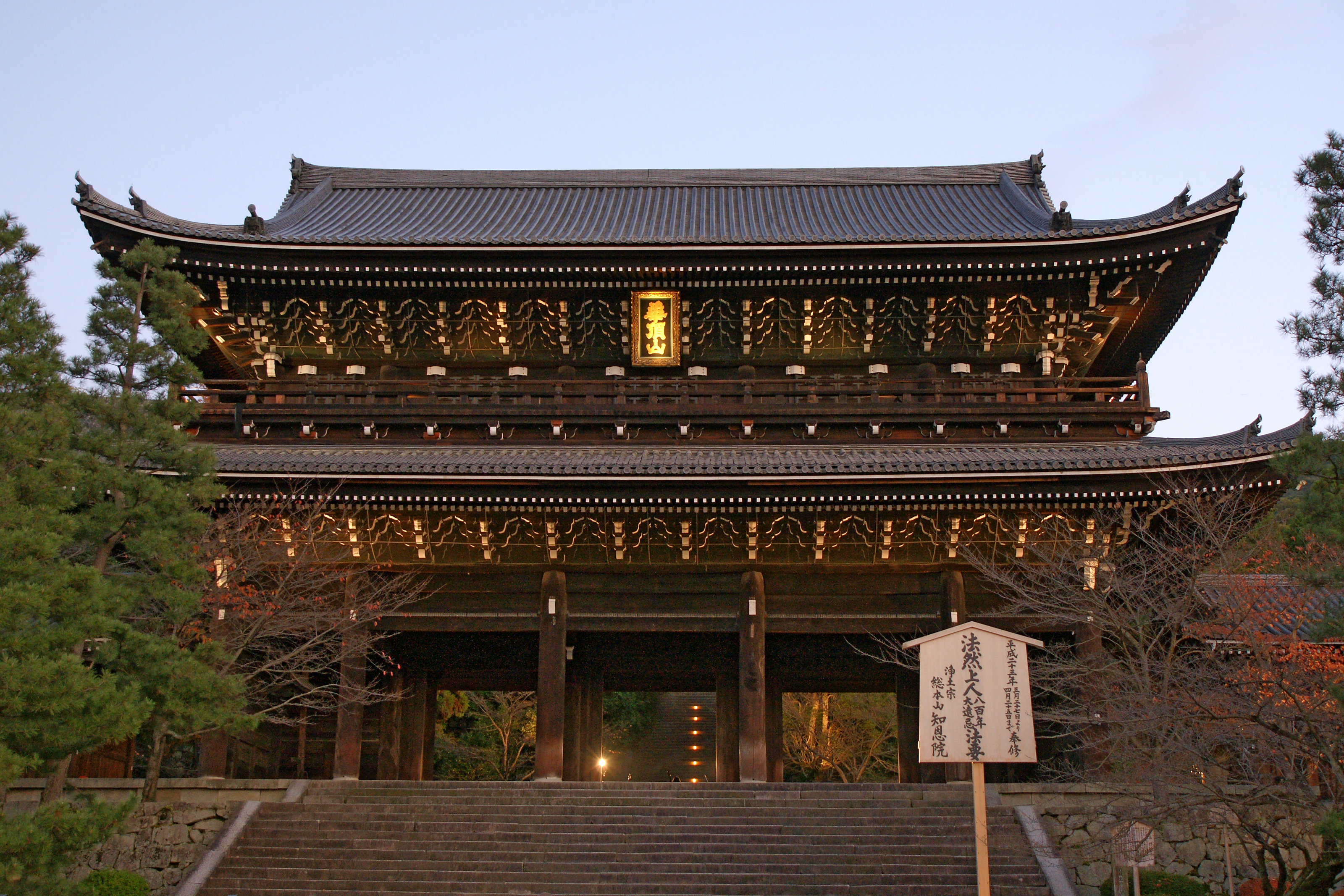
Sanmon de Chion-in (trésor national japonais).

- Chion-in (Kyoto), le plus important sanmon du Japon.
- Nanzen-ji (Kyoto).
- Kuon-ji (Minobu, Yamanashi).

Exemple 2
- Nandaimon de Tōdai-ji (Nara).
- Nandaimon de Hōryū-ji (Ikaruga).
- Nomeimon de Tōshō-gū (Nikkō).